# Robert Ritter von Greim
Robert Ritter von Greim (Bayreuth, Alemanya, 22 de juny de 1892 † Salzburg, Àustria, 24 de maig de 1945) fou un noble, pilot i oficial tant de l'exèrcit alemany de terra com de l'exèrcit de l'aire, la Luftwaffe. El 25 d'abril del 1945 fou nomenat mariscal de camp de la Luftwaffe i, l'endemà, (darrer) comandant en cap (Oberbefehlshaber) de la Luftwaffe.

## Primera Guerra Mundial
Robert Greim va néixer a Bayreuth (Baviera), fill d'un capità de la gendarmeria rural bavaresa (Königlich Bayerischer Gendarmeriehauptmann). Pel juliol del 1911 va entrar com a cadet (Fähnrich) al Batalló Ferroviari Bavarès o bayerisches Eisenbahn-Bataillon i pel novembre del 1912 fou destinat al 8è Regiment d'Artilleria de Camp (8. Feld-Artillerie-Regiment) de Nürnberg.
Va cursar estudis a l'Escola de Guerra (Kriegsschule) de Múnic i, en acabar-los, es va tornar a incorporar al seu regiment de Nürnberg amb el grau d'alferis-sotstinent (Leutnant). Inicialment, Greim fou oficial de bateria (Batterieoffizier) del seu regiment.
Després de l'esclat de la Primera Guerra Mundial, Greim fou primer ordenança (Ordonnanzoffizier) i, posteriorment, ajudant (Adjutant) del primer destacament (I. Abteilung). El 1915 es va presentar voluntari per a rebre formació com a observador de vol (Flugzeugbeobachter), la qual va començar a rebre l'agost del 1915. Un cop acabat aquest període de formació, Greim fou destinat al Destacament d'Aviadors de Campanya 3b (Feldfliegerabteilung 3 b) com observador.
El 1916 Greim fou destinat a Schleißheim per a rebre-hi instrucció de pilot-aviador (Flugzeugführer) i, el gener del 1917, fou ascendit a tinent (Oberleutnant). Un cop acabada la seva formació de pilot, Greim va tornar al seu destacament que, mentrestant, havia passat a rebre la designació Destacament d'Aviadors 46 b (Fliegerabteilung 46 b).
L'abril del 1917 fou destinat a l'Esquadrilla de Caça 34 (Jagdstaffel 34). El mateix any fou ascendit a cap d'esquadró (Staffelführer). L'11 de març del 1918, Greim es va convertir molt probablement en el primer pilot de caça alemany que va aconseguir destruir un tanc anglès amb foc de metralladora pesant des de l'aire.
L'octubre del 1918 tornà a ser destinat a l'Esquadrilla de Caça 34 després que aquesta hagués estat proveïda amb els aparells que havien pertangut a l'Esquadrilla de Caça I (Jagdgeschwader I), la unitat que havia dirigit en Manfred von Richthofen fins a la seva mort, esdevinguda en acte de servei el 21 d'abril de 1918. Tot i que eren aparells de segona mà, els avions foren rebuts amb entusiasme per part dels membres de l'Esquadrilla de Caça 34, ja que eren superiors als caces Albatros i Pfalz que havien pilotat fins llavors. Pel juny del 1918, Greim va tenir un enfrontament amb un caça Bristol F.2b, durant el qual va perdre les cobertes del seu avió, que, en arrancar-se, van danyar l'ala superior del seu aparell i el muntant interalar inferior esquerre; tanmateix, va reeixir a aterrar el seu avió amb èxit.
A la fi de la guerra comptava amb 28 victòries (de les quals, 25 de confirmades). Havia estat condecorat amb el Blauer Max o Max blau, com es designava en l'argot dels aviadors la medalla militar prussiana Pour le Mérite. El 23 d'octubre del 1918 va rebre la condecoració bavaresa Orde Militar de Maximilià Josep I (Militär-Max-Joseph-Orden) de tercera classe. Aquesta darrera condecoració va significar el seu nomenament com a cavaller (Ritter), que li va permetre afegir aquest títol honorífic i el 'von' nobiliari al seu nom que va passar a ser de Robert Greim a Robert Ritter von Greim (literalment: Robert, cavaller de Greim). Ritter von Greim va acabar la guerra amb el rang de tinent (Oberleutnant).

## Període d'entreguerres
Després de la guerra, Ritter von Greim va lluitar per trobar un lloc a la Reichswehr, l'exèrcit de 100.000 homes que el Tractat de Versalles va imposar a Alemanya. Durant el Putx d'en Kapp, pel març del 1920, Ritter von Greim es va fer càrrec del servei aeri entre Múnic i Berlín. Després de l'intent de Putx d'en Kapp, va abandonar la Reichswehr amb el rang de capità (Hauptmann) i, el mateix 1920, va començar a estudiar dret a la Universitat de Múnic. Va acabar la carrera de dret el 1922, any en què va començar a treballar d'empleat de banca. En aquest temps va participar en actes d'aviació esportiva. Quan el 1924 el govern de la Xina de Chiang Kai-shek, li va demanar la seva assistència per a construir una força aèria xinesa, Ritter von Greim se n'hi va anar amb la seva família i hi va romandre tres anys. A la Xina hi va fundar una escola de vol i hi va disposar les bases per al desenvolupament posterior d'una força aèria xinesa. Tanmateix, la seva opinió sobre els seus alumnes xinesos mai no va ser favorable, i potser cal considerar que fou víctima de l'estereotip, en aquell temps força comú, que els asiàtics no eren bons amb les màquines. En una carta a un amic hi arriba a afirmar que "els xinesos mai no formaran bons pilots, no tenen cap contacte amb els comandaments". Ritter von Greim es va adonar que el seu lloc i el de la seva família no era a la Xina, sinó a Alemanya, i va decidir tornar al seu país d'origen l'any 1927; aquest mateix any, després de tornar a Alemanya, es va convertir en director de l'Escola d'Aviadors Civils (Zivilfliegerschule) de Würzburg. Entre els alumnes que hi va tenir hi ha, entre d'altres, l'Elly Beinhorn.
Ritter von Greim va ser cridat per Hermann Göring el 1933 per ajudar a reconstruir la força aèria alemanya, la Luftwaffe, i el 1934 va ser nomenat comandant de la primera escola de pilots de combat, després de la clausura, el 1933, de l'escola d'aviació secreta situada prop de Lípetsk, a la Unió Soviètica, creada a la darreria de la República de Weimar. En aquella època, sota els termes del Tractat de Versalles, Alemanya no podia tenir la seva pròpia força aèria, de manera que havia hagut d'entrenar clandestinament els seus futurs pilots a la Unió Soviètica.
El 1938, va assumir el comandament del departament de tècniques de recerca de la Luftwaffe.

## Segona Guerra Mundial

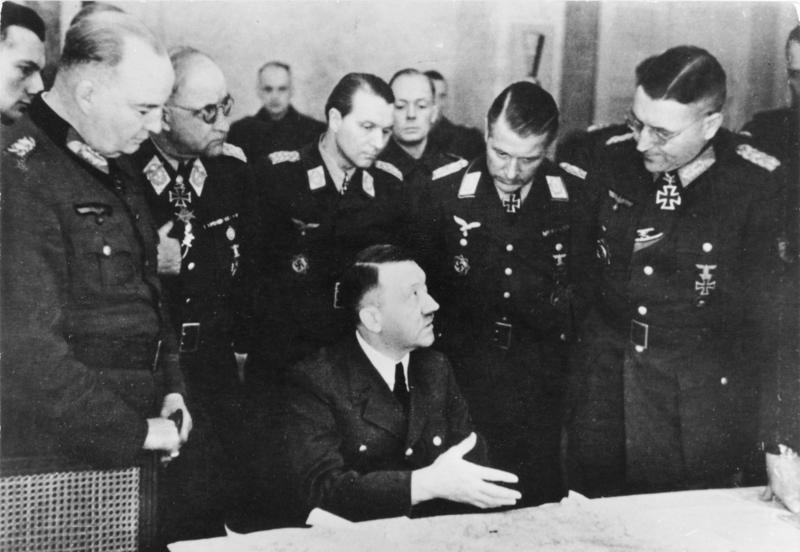
Von Greim, segon a l'esquerra darrera de Hitler, 1945

Durant la guerra, Ritter von Greim va participar en la batalla d'Anglaterra i en l'Operació Barbarroja. Pels seus excel·lents serveis, Hitler li va concedir la Creu de Cavaller amb Fulles de Roure i Espases (Das Ritterkreuz mit Eichenlaub und Schwertern des Eiserner Kreuzer), i es va convertir en un dels oficials més altament guardonats de l'època.
A final de 1942, el seu fill, Gubert Greim, pilot d'un Messerschmitt Bf 109 a la Jagdgeschwader I "Richtofen", va ser donat per desaparegut a Tunísia. Va ser abatut per un Supermarine Spitfire de la RAAF; però va aconseguir saltar amb èxit en paracaigudes i va passar la resta de la guerra en un camp de presoners als Estats Units.
El major èxit tàctic de Greim va ser la involucració de la seva Luftflotte a la batalla de Kursk, esdeveniment pel qual va guanyar les Espases a la seva Creu de Cavaller.

## Últims dies
El 25 d'abril de 1945, von Greim va volar amb la seva amant, Hanna Reitsch, des de Rechlin a Berlín per ordre de Hitler. El Focke Wulf 190 amb què viatjaven es va enlairar a l'aeròdrom central de proves de la Luftwaffe, l'Erprobungsstelle Rechlin, i va aterrar a Gatow (un districte al sud-oest de Berlín). Com que l'avió només tenia capacitat pel pilot, Reitsch va fer el trajecte asseguda a la cua de l'aeronau, on hi va arribar després d'escalar per una petita sortida d'emergència. Un cop a Gatow, van canviar d'avió per volar fins a la Cancelleria; però el seu Fieseler Storch va rebre l'impacte del foc antiaeri sobre el bosc de Grunewald –la capital del Reich es trobava encerclada per l'Exèrcit Roig en plena Batalla de Bertín. A resultes, von Greim va quedar ferit del peu dret; però Reitsch va controlar l'avió i va fer-lo aterrar a una pista d'aterratge improvisada al Tiergarten, a prop de la Porta de Brandenburg.
Hitler va promocionar von Greim de General a Generalfeldmarschall (mariscal de camp), esdevenint així l'últim oficial alemany que ostentava aquest rang. Així mateix, el va nomenar Comandant en cap de la Luftwaffe, tot substituint Hermann Göring, a qui Hitler havia acomiadat in absentia per traïció. Així doncs, von Greim fou el segon Oberbefehlshaber der Luftwaffe del Tercer Reich, tot i que per pocs dies, ja que la guerra a Europa estava a punt d'acabar.
El 28 d'abril, Hitler va ordenar que Ritter von Greim abandonés Berlín i que Reitsch el fes arribar a Plön, on havia d'arrestar Heinrich Himmler per traïció. Aquella nit, la parella va marxar de Berlín en un petit Arado Ar 96, que es va enlairar des de la pista de Tiergarten. Els soldats de l'Exèrcit Roig que van veure l'avió patien per si era Hitler. El dia que el Tercer Reich es va rendir, el 8 de maig de 1945, fou capturat per soldats americans. En una entrevista amb els seus captors, von Greim digué que "No poder morir al costat del nostre Fuhrer va ser el pitjor. Tots ens hauríem d’agenollar amb una reverència i una pregària davant de l’altar de la Pàtria." Preguntat pel sentit del terme "Altar de la Pàtria" digué: El bunquer del Führer a Berlín...." Sabedor que havia de formar part d'un programa soviètic-americà d'intercanvi de presoners, i tement la seva tortura i execució a mans dels soviètics, es va suïcidar a Salzburg, Àustria, el 24 de maig amb la càpsula de cianur que, poc abans, li havia regalat Hitler a Berlín. Les seves darreres paraules abans de beure el cianur van ser: "Sóc el cap de la Luftwaffe, però sense Luftwaffe." Després de la seva mort, els seus guàrdies de l'exèrcit dels Estats Units van robar les seves condecoracions, que s'havia posat juntament amb l'uniforme per al ritual de suïcidi.

## La seva presència al cinema
El personatge històric de Robert Ritter von Greim ha estat interpretat pels següents actors a les pel·lícules que se consignen a continuació:.
- Otto Wögerer a la pel·lícula alemanya occidental del 1955 Der Letzte Akt (El darrer acte).[5]
- Eric Porter a la pel·lícula anglesa del 1973 Hitler: The Last Ten Days (Hitler: els darrers deu dies).[6]
- Willy Bowman a la pel·lícula anglesa del 1973, rodada per a la televisió, The Death of Adolf Hitler (La mort de l'Adolf Hitler).[7]
- Dietrich Hollinderbäumer a la pel·lícula alemanya del 2004 Der Untergang'' (L'Ensulsiada).[8]